# Independent Spirit Awards 2021

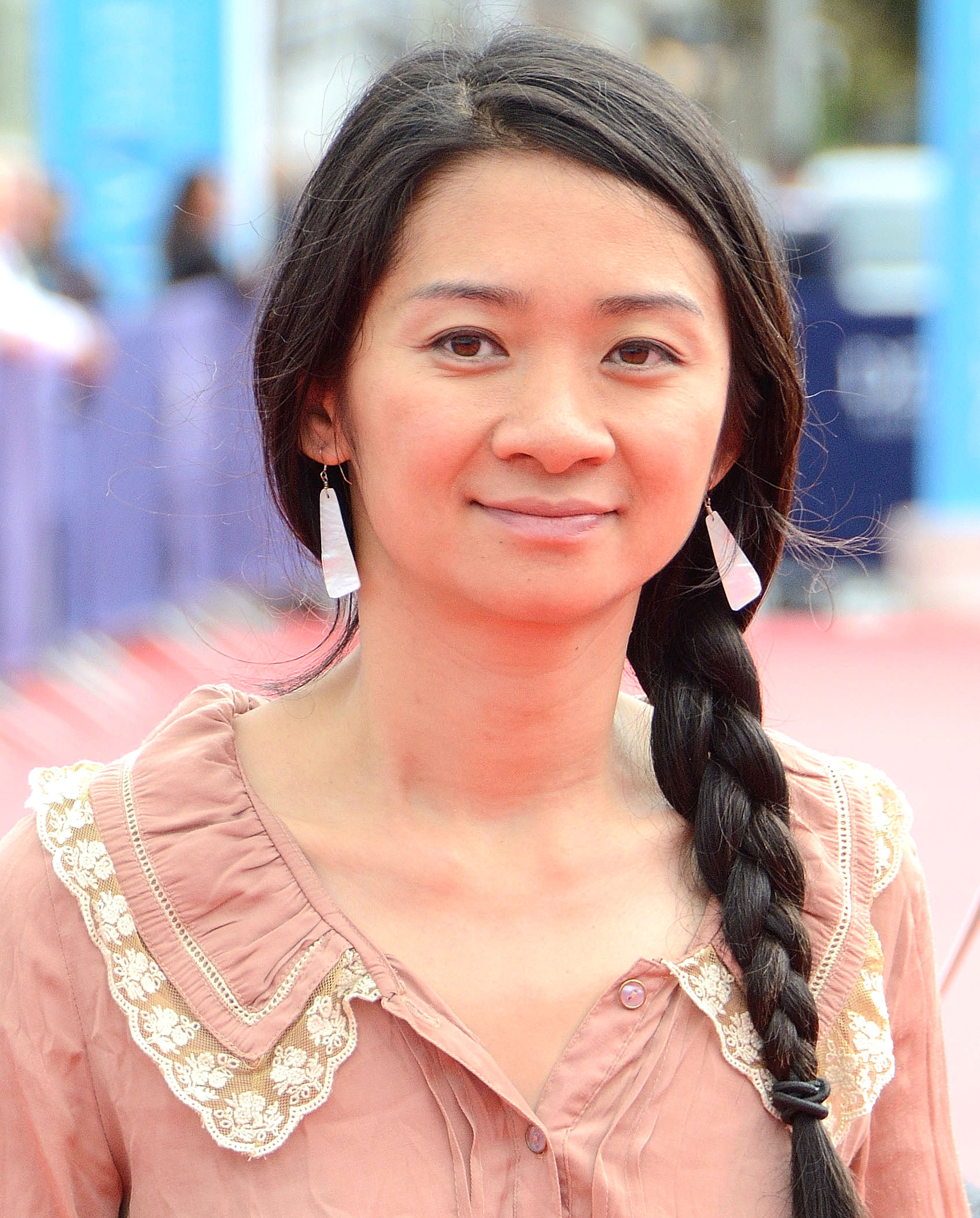
Chloé Zhao, Regisseurin des mit vier Preisen ausgezeichneten Films Nomadland

Die 36. Verleihung der Independent Spirit Awards fand am 22. April 2021 statt. Nachdem aufgrund der anhaltenden COVID-19-Pandemie u. a. die Oscarverleihung verschoben worden war, entschied die Non-Profit-Organisation Film Independent ihre traditionell an einem Samstag im Februar am Strand von Santa Monica (Kalifornien) abgehaltene Preisverleihung ebenfalls zu verschieben. Veranstaltet wurde eine Fernsehgala zur Hauptsendezeit, die live von dem US-amerikanischen Fernsehsender IFC ausgestrahlt wurde. Als Gastgeberin durch den Abend führte die Schauspielerin und Komikerin Melissa Villaseñor. Als erfolgreichster Film setzte sich das Roadmovie Nomadland von Chloé Zhao durch, das vier seiner fünf Nominierungen in Siege umsetzen konnte, darunter in den Kategorien Bester Film und Beste Regie.
Darüber hinaus wurden 2021 die bislang als reine Filmpreise vergebenen Independent Spirits Awards um fünf Fernsehkategorien ergänzt. Neu eingeführt wurden die Preiskategorien Best New Scripted Series,
Best New Non-Scripted or Documentary Series, Best Male Performance in a Scripted Series, Best Female Performance in a Scripted Series und Best Ensemble Cast in a Scripted Series.
Die Nominierungen waren am 26. Januar 2021 von Laverne Cox, Barry Jenkins und Olivia Wilde bekannt gegeben worden. Die meisten Nominierungen hatte das Abtreibungsdrama Niemals Selten Manchmal Immer von Eliza Hittman erhalten, das aber leer ausging.
| Film                             | N | A |
| -------------------------------- | - | - |
| Niemals Selten Manchmal Immer    | 7 | 0 |
| Minari – Wo wir Wurzeln schlagen | 6 | 1 |
| Ma Rainey’s Black Bottom         | 5 | 0 |
| Nomadland                        | 5 | 4 |
| Miss Juneteenth                  | 4 | 0 |
| The Assistant                    | 3 | 0 |
| First Cow                        | 3 | 0 |
| Promising Young Woman            | 3 | 2 |
| Sound of Metal                   | 3 | 3 |
| Bull                             | 2 | 0 |
| I Carry You With Me              | 2 | 0 |
| Nine Days                        | 2 | 0 |

## Preisträger und Nominierungen

### Kino

#### Bester Film
Nomadland – Produktion: Mollye Asher, Dan Janvey, Frances McDormand, Peter Spears, Chloé Zhao
- First Cow – Produktion: Neil Kopp, Vincent Savino, Anish Savjani
- Ma Rainey’s Black Bottom – Produktion: Todd Black, Denzel Washington, Dany Wolf
- Minari – Wo wir Wurzeln schlagen (Minari) – Produktion: Dede Gardner, Jeremy Kleiner, Christina Oh
- Niemals Selten Manchmal Immer (Never Rarely Sometimes Always) – Produktion: Sara Murphy, Adele Romanski

#### Bester Debütfilm
Sound of Metal – Regie: Darius Marder, Produktion: Bill Benz, Kathy Benz, Bert Hamelinck, Sacha Ben Harroche
- I Carry You With Me – Regie/Produktion: Heidi Ewing, Produktion: Edher Campos, Mynette Louie, Gabriela Maire
- Mein 40-jähriges Ich (The 40 Year Old Version) – Regie/Produktion: Radha Blank, Produktion: Inuka Bacote-Capiga, Jordan Fudge, Rishi Rajani, Jennifer Semler, Lena Waithe
- Miss Juneteenth – Regie: Channing Godfrey Peoples, Produktion: Toby Halbrooks, Tim Headington, Jeanie Igoe, James M. Johnston, Theresa Steele Page, Neil Creque Williams
- Nine Days – Regie: Edson Oda, Produktion: Jason Michael Berman, Mette-Marie Kongsved, Matthew Lindner, Laura Tunstall, Datari Turner

#### Beste Regie
Chloé Zhao – Nomadland
- Lee Isaac Chung – Minari – Wo wir Wurzeln schlagen (Minari)
- Emerald Fennell – Promising Young Woman
- Eliza Hittman – Niemals Selten Manchmal Immer (Never Rarely Sometimes Always)
- Kelly Reichardt – First Cow

#### Bestes Drehbuch
Emerald Fennell – Promising Young Woman
- Lee Isaac Chung – Minari – Wo wir Wurzeln schlagen (Minari)
- Eliza Hittman – Niemals Selten Manchmal Immer (Never Rarely Sometimes Always)
- Mike Makowsky – Bad Education
- Alice Wu – Nur die halbe Geschichte (The Half of It)

#### Bestes Drehbuchdebüt
Andy Siara – Palm Springs
- Kitty Green – The Assistant
- Noah Hutton – Lapsis
- Channing Godfrey Peoples – Miss Juneteenth
- James Sweeney – Straight Up

#### Bester Hauptdarsteller
Riz Ahmed – Sound of Metal
- Chadwick Boseman – Ma Rainey’s Black Bottom
- Adarsh Gourav – Der weiße Tiger (The White Tiger)
- Rob Morgan – Bull
- Steven Yeun – Minari – Wo wir Wurzeln schlagen (Minari)

#### Beste Hauptdarstellerin
Carey Mulligan – Promising Young Woman
- Nicole Beharie – Miss Juneteenth
- Viola Davis – Ma Rainey’s Black Bottom
- Sidney Flanigan – Niemals Selten Manchmal Immer (Never Rarely Sometimes Always)
- Julia Garner – The Assistant
- Frances McDormand – Nomadland

#### Bester Nebendarsteller
Paul Raci – Sound of Metal
- Colman Domingo – Ma Rainey’s Black Bottom
- Orion Lee – First Cow
- Glynn Turman – Ma Rainey’s Black Bottom
- Benedict Wong – Nine Days

#### Beste Nebendarstellerin
Yoon Yeo-jeong – Minari – Wo wir Wurzeln schlagen (Minari)
- Alexis Chikaeze – Miss Juneteenth
- Han Ye-ri – Minari – Wo wir Wurzeln schlagen (Minari)
- Valerie Mahaffey – French Exit
- Talia Ryder – Niemals Selten Manchmal Immer (Never Rarely Sometimes Always)

#### Bester Dokumentarfilm
Sommer der Krüppelbewegung (Crip Camp) – Regie/Produktion: Jim LeBrecht, Nicole Newnham
- Kollektiv – Korruption tötet (Colectiv) – Regie/Produktion: Alexander Nanau
- Dick Johnson ist tot (Dick Johnson Is Dead) – Regie/Produktion: Kirsten Johnson
- Der Maulwurf – Ein Detektiv im Altersheim (The Mole Agent) – Regie: Maite Alberdi, Produktion: Marcela Santibáñe
- Time – Regie/Produktion: Garrett Bradley

#### Bester internationaler Film
Quo Vadis, Aida? (Bosnien und Herzegowina) – Regie: Jasmila Žbanić
- Bacurau (Brasilien) – Regie: Juliano Dornelles, Kleber Mendonça Filho
- The Disciple (Indien) – Regie: Chaitanya Tamahane
- La Nuit des Rois (Elfenbeinküste) – Regie: Philippe Lacôte
- Vorbereitungen um für unbestimmte Zeit zusammen zu sein (Felkészülés meghatározatlan ideig tartó együttlétre, Ungarn) – Regie: Lili Horvát

#### Bester Schnitt
Chloé Zhao – Nomadland
- Andy Canny – Der Unsichtbare (The Invisible Man)
- Scott Cummings – Niemals Selten Manchmal Immer (Never Rarely Sometimes Always)
- Merawi Gerima – Residue
- Enat Sidi – I Carry You With Me

#### Beste Kamera
Joshua James Richards – Nomadland
- Jay Keitel – She Dies Tomorrow
- Shabier Kirchner – Bull
- Michael Latham – The Assistant
- Hélène Louvart – Niemals Selten Manchmal Immer (Never Rarely Sometimes Always)

#### Sonder- und Förderpreise

##### John Cassavetes Award
Nach John Cassavetes benannter Preis für den besten Independentfilm mit Produktionskosten unter 500.000 US-Dollar.
Residue – Drehbuch/Regie: Merawi Gerima
- The Killing of Two Lovers – Drehbuch/Regie/Produktion: Robert Machoian
- La leyenda negra – Drehbuch/Regie: Patricia Vidal Delgado
- Lingua Franca – Drehbuch/Regie/Produktion: Isabel Sandoval
- Saint Frances – Regie/Produktion: Alex Thompson, Drehbuch: Kelly O’Sullivan

##### Robert Altman Award – Bestes Ensemble
Auszeichnung für Regie, Casting-Regie und Schauspielensemble eines Films.
One Night in Miami – Regie: Regina King, Casting-Regie: Kimberly R. Hardin, Schauspielensemble: Kingsley Ben-Adir, Eli Goree, Aldis Hodge, Leslie Odom Jr.

##### Truer Than Fiction Award
Mit 25.000 US-Dollar dotierte Auszeichnung für junge Dokumentarfilmer.
Elegance Bratton – Pier Kids (Regie)
- Cecilia Aldarondo – Landfall (Regie)
- Elizabeth Lo – Stray (Regie)

##### Someone to Watch Award
Mit 25.000 US-Dollar dotierte Auszeichnung für Nachwuchsfilmemacher.
Ekwa Msangi – Farewell Amor (Regie)
- David Midell – The Killing of Kenneth Chamberlain (Regie)
- Annie Silverstein – Bull (Regie)

##### Producers Award
Mit 25.000 US-Dollar dotierte Auszeichnung für Nachwuchsproduzenten.
Gerry Kim
- Lucas Joaquin
- Kara Durrett

### Fernsehen
| Film              | N | A |
| ----------------- | - | - |
| Little America    | 3 | 0 |
| Unorthodox        | 3 | 2 |
| I May Destroy You | 2 | 2 |

#### Best New Scripted Series
I May Destroy You
- Little America
- Small Axe
- A Teacher
- Unorthodox

#### Best New Non-Scripted or Documentary Series
Immigration Nation
- Atlanta’s Missing and Murdered: The Lost Children
- City So Real
- Love Fraud
- We’re Here

#### Best Male Performance in a Scripted Series
Amit Rahav – Unorthodox
- Adam Ali – Little America
- Nicco Annan – P-Valley
- Conphidance – Little America
- Harold Torres – ZeroZeroZero

#### Best Female Performance in a Scripted Series
Shira Haas – Unorthodox
- Elle Fanning – The Great
- Abby McEnany – Work in Progress
- Maitreyi Ramakrishnan – Noch nie in meinem Leben …
- Jordan Kristine Seamón – We Are Who We Are

#### Best Ensemble Cast in a Scripted Series
I May Destroy You – Michaela Coel, Paapa Essiedu, Weruche Opia, Stephen Wight